# Home Nations Championship 1896
Die Ausgabe 1896 des Turniers Home Nations Championship in der Sportart Rugby Union (das spätere Five Nations bzw. Six Nations) fand vom 4. Januar bis zum 14. März statt. Turniersieger wurde Irland.

## Teilnehmer
| Land       | Stadion                       | Stadt              | Kapitän                        |
| ---------- | ----------------------------- | ------------------ | ------------------------------ |
| England    | Rectory Field / Meanwood Road | Blackheath / Leeds | Ernest Taylor / Frank Mitchell |
| Irland     | Lansdowne Road / Ballynafeigh | Dublin / Belfast   | Samuel Lee                     |
| Schottland | Old Hampden Park              | Glasgow            | George Neilson                 |
| Wales      | Cardiff Arms Park             | Cardiff            | Arthur Gould                   |

## Tabelle
|    | Land       | Spiele | Siege | Unent. | Ndlg. | Spiel- punkte | Diff. | Tabellen- punkte |
| -- | ---------- | ------ | ----- | ------ | ----- | ------------- | ----- | ---------------- |
| 1. | Irland     | 3      | 2     | 1      | 0     | 18:8          | + 10  | 5                |
| 2. | Schottland | 3      | 1     | 1      | 1     | 11:6          | + 5   | 3                |
| 3. | England    | 3      | 1     | 0      | 2     | 29:21         | + 8   | 2                |
| 3. | Wales      | 3      | 1     | 0      | 2     | 10:33         | − 23  | 2                |

## Ergebnisse
| 4. Januar 1896 | England                                                                            | 25 : 0         | Wales | Rectory Field, Blackheath Schiedsrichter: Graham Findlay (Schottland) |
| 4. Januar 1896 | Versuche: Cattell (2) Fookes (2) Mitchell Morfitt (2) Erhöhungen: Taylor Valentine | (17:0) Bericht |       | Rectory Field, Blackheath Schiedsrichter: Graham Findlay (Schottland) |

| 25. Januar 1896 | Wales                 | 6 : 0   | Schottland | Cardiff Arms Park, Cardiff Schiedsrichter: George Harnett (England) |
| 25. Januar 1896 | Versuche: Bowen Gould | Bericht |            | Cardiff Arms Park, Cardiff Schiedsrichter: George Harnett (England) |

| 1. Februar 1896 | England          | 4 : 10        | Irland                                           | Meanwood Road, Leeds Zuschauer: 17.858 Schiedsrichter: Graham Findlay (Schottland) |
| 1. Februar 1896 | Dropgoals: Byrne | (0:5) Bericht | Versuche: Sealy Stevenson Erhöhungen: Bulger (2) | Meanwood Road, Leeds Zuschauer: 17.858 Schiedsrichter: Graham Findlay (Schottland) |

| 15. Februar 1896 | Irland  | 0 : 0 | Schottland | Lansdowne Road, Dublin Schiedsrichter: Edgar Holmes (England) |
| 15. Februar 1896 | Bericht |       |            | Lansdowne Road, Dublin Schiedsrichter: Edgar Holmes (England) |

| 14. März 1896 | Irland                                   | 8 : 4   | Wales            | Ballynafeigh, Belfast Schiedsrichter: Edgar Holmes (England) |
| 14. März 1896 | Versuche: Crean Lytle Erhöhungen: Bulger | Bericht | Dropgoals: Gould | Ballynafeigh, Belfast Schiedsrichter: Edgar Holmes (England) |

| 14. März 1896 | Schottland                                       | 11 : 0        | England | Old Hampden Park, Glasgow Zuschauer: 20.000 Schiedsrichter: W. M. Douglas (Wales) |
| 14. März 1896 | Versuche: Fleming Gedge Gowans Erhöhungen: Scott | (3:0) Bericht |         | Old Hampden Park, Glasgow Zuschauer: 20.000 Schiedsrichter: W. M. Douglas (Wales) |